# ヨルダンサッカー協会
ヨルダンサッカー協会（ヨルダンサッカーきょうかい、阿: الاتحاد الأردني لكرة القدم, 英: Jordan Football Association）は、ヨルダンのサッカー協会である。略称はJFAであり、日本サッカー協会と同じ略称。

## 概要
1949年に設立。国際サッカー連盟には1956年に、アジアサッカー連盟には1974年に加入。また、西アジアサッカー連盟には2001年の設立当初より加盟している。

## 運営・組織
- サッカーヨルダン代表
- U-23サッカーヨルダン代表
- サッカーヨルダン女子代表
- ヨルダンリーグ
- ヨルダン・カップ